# 대퇴공

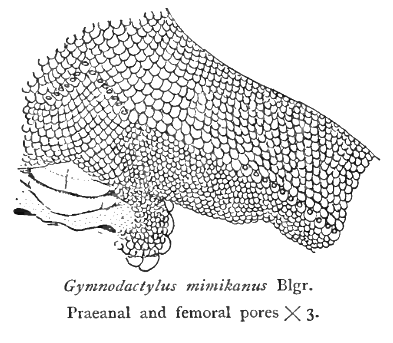
도마뱀붙이류의 대퇴공

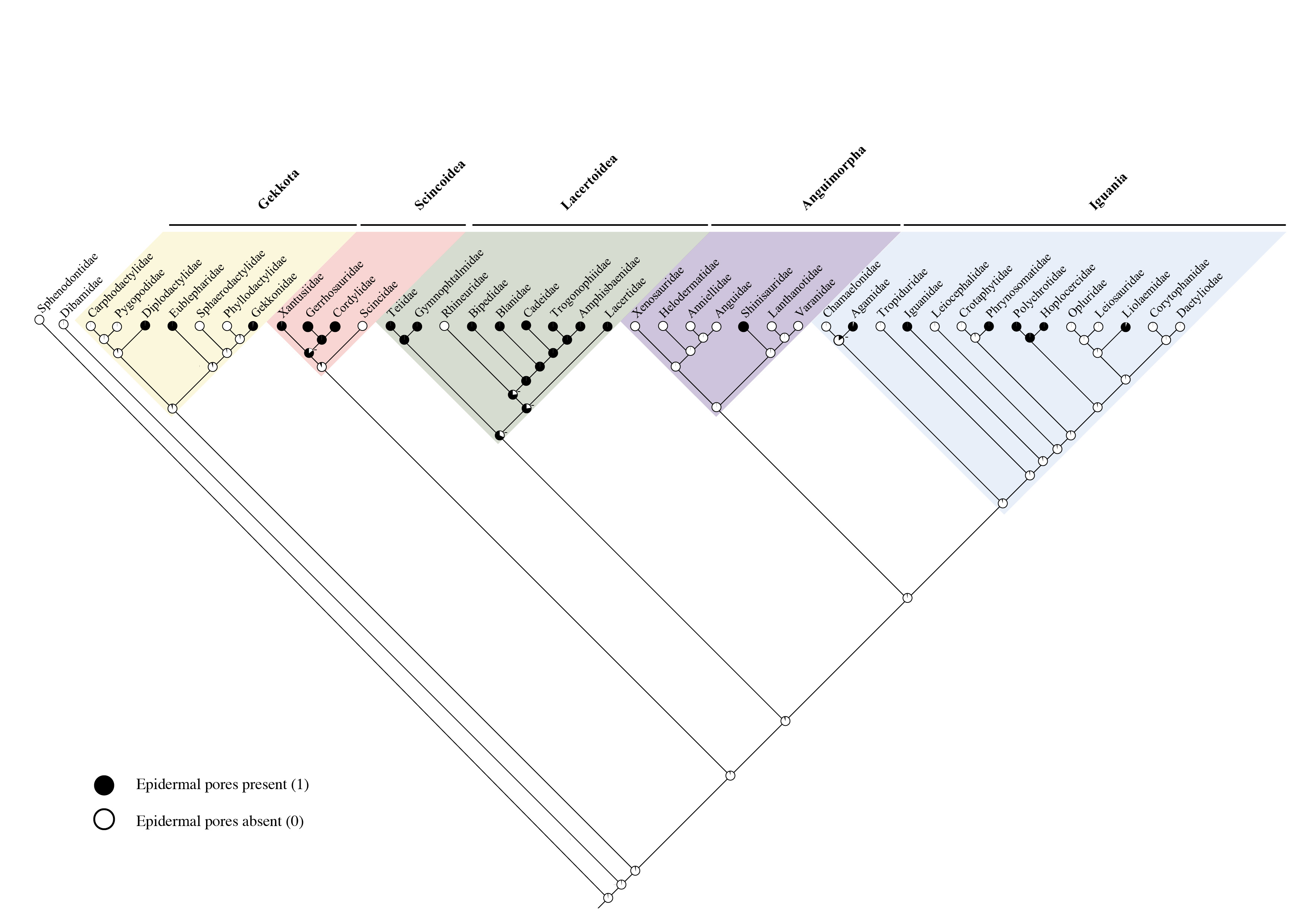
도마뱀류의 대퇴(상피)공의 진화도: 과 단위로 살펴본 개괄. 최대의 가능성 분석을 바탕으로 만든 원형 그래프는 조상에 대한 것이며, 검은색의 비율은 상피공이 이 조상에 발현되었을 가능성을 나타낸다.

대퇴공(Femoral Pore)은 짝을 유인하거나 영역을 표시하기 위해 페로몬을 분비하는, 어떤 도마뱀이나 지렁이도마뱀류의 허벅지 아랫쪽에 돋아난 전(en:holocrine)분비선이다. 어떤 종은 수컷만이 대퇴공이 나있고, 다른 종들은 암수가 다 나있지만 수컷의 대퇴공이 좀 더 크다. 대퇴공은 동물의 허벅지의 밑부분에 일렬로 돋아나있다. 위치에 따라 항문 앞에 나있다면 항문전공(Preanal Pore)이라고 불린다.
대퇴공은 갑옷도마뱀과, 목걸이도마뱀과, 가시꼬리도마뱀과, 이구아나과, 뿔도마뱀과, 밤도마뱀과의 모든 속들에서 찾아볼 수 있으며. 무족도마뱀과, 카멜레온과, 장님도마뱀과, 독도마뱀과, 도마뱀과, 악어도마뱀과, 왕도마뱀과의 모든 속들에선 찾아볼 수 없다. 대퇴공은 다른 도마뱀류나 지렁이도마뱀류에서 군데군데 존재하는데, 예를 들면 낮도마뱀붙이류 같은 몇몇 도마뱀붙이류는 대퇴공을 가지고 있지만, 같은 과의 다른 속들은 가지고 있지 않다.

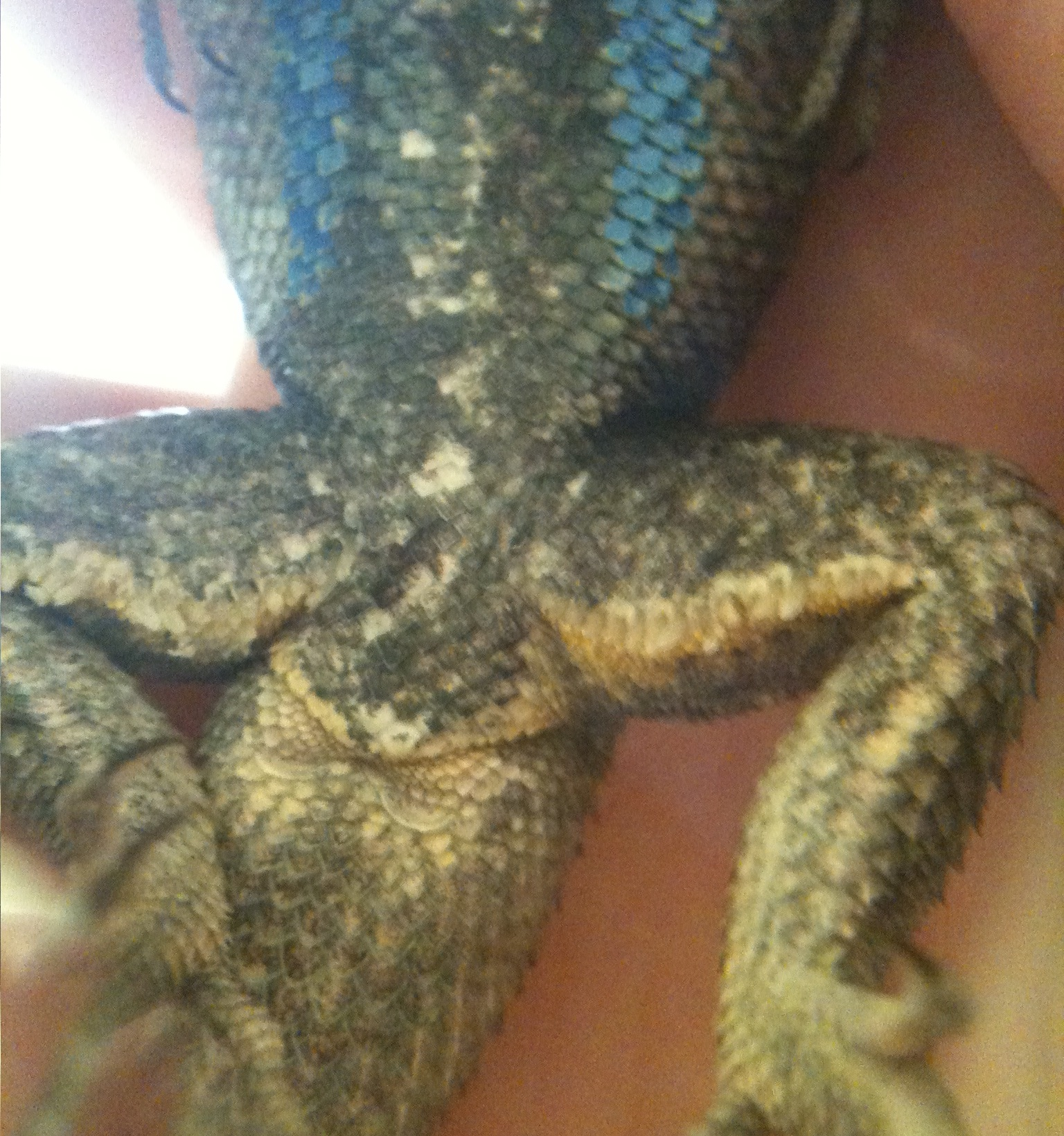
지질을 분비하는 서부울타리도마뱀(:en:Western Fence Lizard)의 대퇴공. 이 지질은 수컷이 영역 표시 등등을 위해 냄새를 남기는 데 사용한다.

사막이구아나는 대퇴공에서 자외선을 흡수하는 왁스 지질을 분비하여, 자외선을 감지할 수 있는 동물들의 눈에 띈다. 녹색이구아나로 행해진 실험 결과, 대퇴공이 분비한 다양한 화학물질로 연령, 성별, 개체 식별에 활용할 수 있었다. 수컷 표범도마뱀붙이는 대퇴공의 분비물을 혓바닥을 낼름거려 맛보며, 분비물을 남긴 개체가 수컷이라면 서로 싸울 것이다.
도마뱀붙이류와 같은 어떤 종은 암컷은 대퇴공이 아예 존재하지 않는다. 도마뱀류에 속한 대부분의 과, 특히 이구아나과는 대퇴공이 있지만, 연령과 덩치가 같을 때 수컷의 대퇴공이 훨씬 컸다. 이는 성적 이형성의 예시로 볼 수 있다.
대퇴공의 숫자는 종마다 다양하다. 예를 들면 과의 수컷의 대퇴공은 허벅지당 0개(e.g. Meroles anchietae)에서 32개(e.g. Gallotia gallotia)에 이른다. 또한 덤불에 사는 종은 바위 무더기 따위의 다른 곳에 서식하는 종보다 대퇴공이 적은 경향이 있으며, 장지뱀류의 화학신호 분비선의 진화에 환경이 어떤 역할을 했는지 엿볼 수 있다.